# ATR 72
ATR 72 este modelul de generație superioară care a urmat după ATR 42. Acesta este tot un avion cu elice acționate de două turbopropulsoare, cu rază de zbor ceva mai mare decât ATR 42 și cu o configurație mai mare de pasageri. Primul zbor a avut loc pe 27 octombrie 1988. Până în prezent, toate seriile ATR (Avions de transport régional) au fost finalizate la linia de asamblare finală a companiei din Toulouse, Franța. Numărul „72” pe numele său este derivat din configurația standard a scaunelor aeronavei într-o configurație care transportă pasageri.
În anii 1980, compania aerospațială franceză Aérospatiale și conglomeratul de aviație italian Aeritalia și-au îmbinat activitatea cu o nouă generație de aeronave regionale.  În acest scop, a fost înființată o nouă companie deținută în comun, ATR, în scopul dezvoltării, fabricării și comercializării primului lor avion, care a fost ulterior desemnat ATR 42. La 16 august 1984, primul model al seriei, ATR 42-300, a efectuat zborul. Pe la mijlocul anilor '80, ATR 72 a fost dezvoltat ca o variantă extinsă a ATR 42. 
Versiunea actuală de producție este seria ATR 72-600. La 2 octombrie 2007, CEO-ul ATR Stéphane Mayer a anunțat lansarea aeronavei din seria 600; ATR 42–600 și ATR 72–600 au prezentat diverse îmbunătățiri pentru creșterea eficienței, fiabilitatea expedierii, reducerea consumului de combustibil și costurile de exploatare. Deși în mare parte similar cu modelul anterior 500;  Diferențele includ adoptarea de motoare PW127M îmbunătățite, un nou cockpit și o serie de alte îmbunătățiri minore.